# HMS Ajax (A252)
HMS Ajax (A252) var ett trängfartyg (bogserbåt) som byggdes 1963 på Åsiverken i Åmål för Marinförvaltningen. Fick 1995 namnet Tuggard. Återfick namnet Ajax år 2000. Ägs idag av Idäntie Ky - Österled Kb i Finland.